# بندیکت پنجم
پاپ بندیکت پنجم (به انگلیسی: Benedict V) یکی از پاپ‌های کلیسای کاتولیک رم بود که از ۹۶۴ تا ۹۶۴ میلادی پاپ بود.